# Puerto de Araceo
Puerto de Araceo är en ort i Mexiko.   Den ligger i kommunen Valle de Santiago och delstaten Guanajuato, i den centrala delen av landet, 240 km väster om huvudstaden Mexico City. Puerto de Araceo ligger 1 962 meter över havet och antalet invånare är 228.
Terrängen runt Puerto de Araceo är kuperad åt sydväst, men åt nordost är den platt. Runt Puerto de Araceo är det ganska tätbefolkat, med 108 invånare per kvadratkilometer. Närmaste större samhälle är Valle de Santiago, 6,4 km norr om Puerto de Araceo. Trakten runt Puerto de Araceo består till största delen av jordbruksmark.